# Toshi Ichiyanagi
Toshi Ichiyanagi (一柳 慧, Ichiyanagi Toshi, Kobe, Imperio Japonés, 4 de febrero de 1933-Tokio, Japón, 7 de octubre de 2022) fue un compositor y pianista vanguardista japonés. Ichiyanagi fue uno de los compositores más destacados de Japón durante la posguerra, trabajando en diversos géneros. Compuso, entre otras cosas, óperas de estilo occidental, obras para orquesta de cámara y piezas musicales usando instrumentos japoneses tradicionales. Es conocido por haber incorporado técnicas vanguardistas en sus obras, como música aleatoria o métricas novedosas. Ichiyanagi estuvo casado con la artista Yoko Ono de 1956 hasta 1962.

## Primeros años y educación
Ichiyanagi nació en Kobe, Japón, el 4 de febrero de 1933. Estudió composición musical junto a Tomojirō Ikenouchi, Kishio Hirao y John Cage. Entre los años 1954 y 1960, el compositor estuvo viviendo en la ciudad de Nueva York, donde estudió en la Escuela Juilliard y en The New School for Social Research.
Ichiyanagi estuvo casado con Yoko Ono de 1956 a 1962. Su decisión de volver a Japón, frente a la permanencia de Ono en Nueva York, fue uno de los motivos de la ruptura. 

## Carrera
Al regresar a Japón en 1960, Ichiyanagi colaboró con la Organización Neo-Dada, un colectivo del movimiento antiarte.

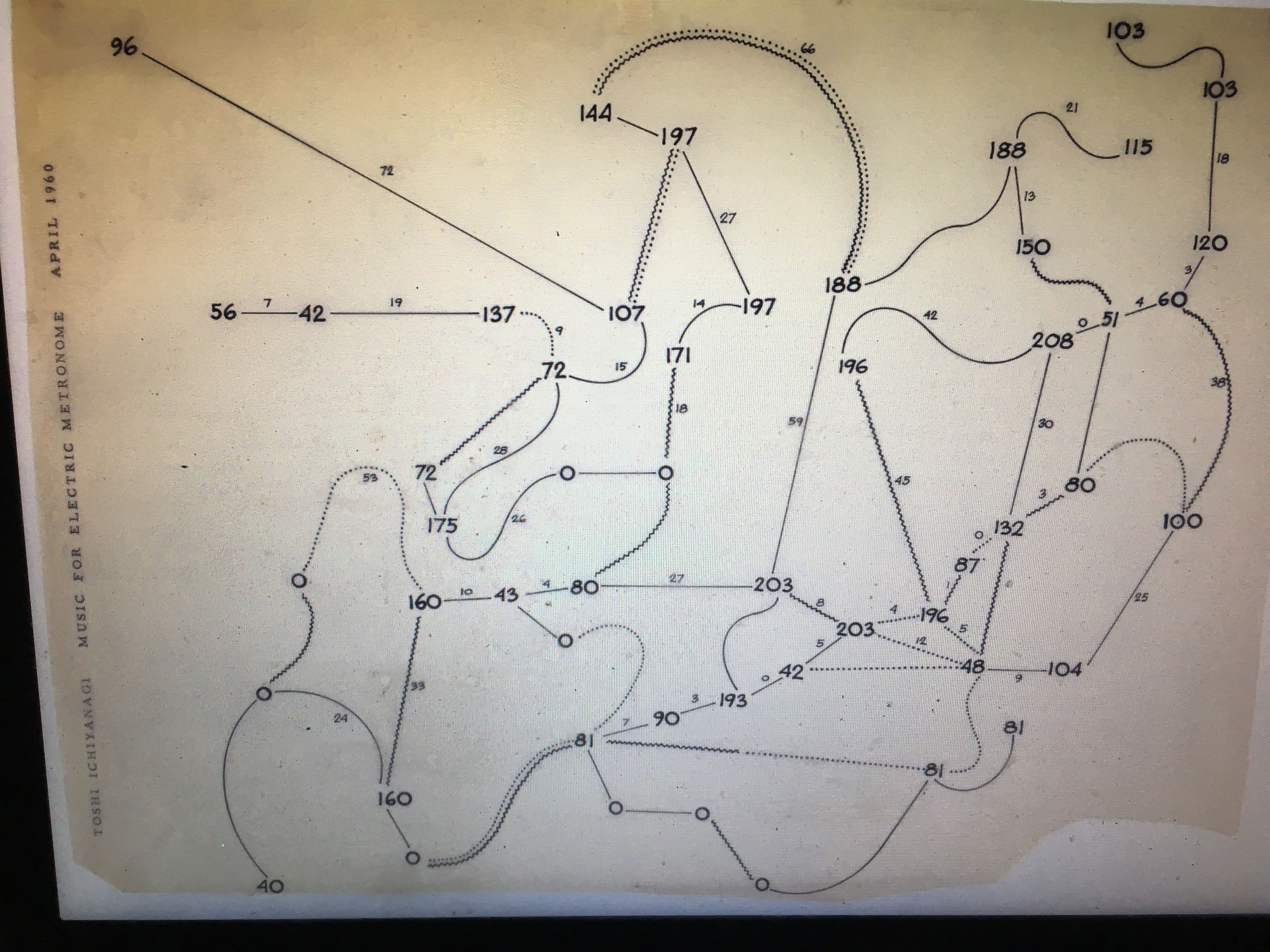
Partitura para Música para Metrónomos Eléctricos

Muchas de las primeras partituras de Ichiyanagi tenían anotaciones gráficas, siendo Sapporo (1963) uno de los principales ejemplos. Otra de sus primeras notables obras es Kaiki (1960), en la que combinó instrumentos japoneses como el shō y el koto, con instrumentos occidentales como la armónica o el saxofón. Otra obra, Distance (1961), requería que el artista tocara los instrumentos a una distancia de tres metros. Por otro lado, Anima 7 (1964), formulaba que esa acción debía llevarse a cabo "lo más lento posible". 
En 1963, Ichinayagi cofundó un colectivo musical vanguardista llamado New Direction, en el que también se encontraban, entre otros, Takehisa Kosugi, Yūji Takahashi y Kenji Kobajashi. El grupo se disolvió a finales de los años 60 por el traslado de muchos de sus miembros a Nueva York, mientras que Ichiyanagi se quedaría en Japón.
Las obras posteriores de Ichiyanagi se alejaron de los métodos experimentales para centrarse en composiciones más convencionales, como sinfonías, óperas y conciertos. Recibió el 33º Suntory Music Award en 2001, y el Premio de la Fundación de Arte Contemporáneo John Cage en 2018. Fue honrado con la Orden de la Cultura de Japón.

## Vida personal y muerte
Ichiyanagi fue hijo de Shinji, un chelista, y de Mitsuko, que le daba clases de piano en casa y fue la primera profesora de piano del compositor. Tras el matrimonio de Ichinayagi con Yoko Ono, que terminó en 1962, se casó de nuevo en 1963 con Sumiko, fallecida en 1993. En 1964 tuvieron un hijo, Kei.
Ichiyanagi murió el 7 de octubre de 2022 en Tokio, a la edad de 89 años.

## Obras
Figurantes en el catálogo de Schott Music: 

### Óperas
- From the Works of Tadanori Yokoo (música electrónica) (1968)

- Hiraizumi Enjo (1989)
- The Last Will of Fire (1995)
- Momo (1995/98)
- Hikari (2002)
- Ikuta-gawa Monogatari (2004)
- White Nights (2005)

### Obras para orquesta
- Asma para piano y orquesta (1962)
- The Field para koto y orquesta (1964)
- Life Music para moduladores, tape and orquesta (1965)
- Up To Date Applause para orquesta (1968)
- Chi para flauta noh y orquesta (1973)
- In the Reflection of Lighting Image para percusión y orquesta (1980)
- Piano Concerto No. 1 "Reminiscences of Space" (1981)
- Engen para koto y orquesta (1982/86)
- Violin Concerto "Circulating Scenery" (1983)
- Paganini Personal para marimba y orquesta (1983–86)
- Time Surrounding para percusión y orquesta (1984)
- Symphony for Chamber Orchestra "Time Current" (1986)
- Interspace para orquesta de cuerda (1987)
- Piano Concerto No. 2 "Winter Portrait" (1987)
- Symphony "Berlin Renshi" para soprano, tenor y orquesta (1988)
- Voices from the Environment (1989)
- Symphonic Movement "Kyoto" (1989)
- Concerto for Koto and Chamber Orchestra "The Origin" (1989)
- Existence para órgano y orquesta (1989)
- Piano Concerto No. 3 "Cross Water Roads" (1991)
- Luminous Space (1991)
- Interplay para orquesta y flauta (1992)
- Symphony for Chamber Orchestra No. 2 "Undercurrent" (1993)
- Cosmos Ceremony para ryuteki, sho y orquesta(1993)
- Symphony No. 4 "Recollection of Reminiscence Beyond" (1994)
- "Coexistence" para shakuhachi y orquesta (1994)
- Symphony No. 3 "Inner Communications" (1995)
- Coexistence (1996)
- Symphony No. 5 "Time Perspective" – on the theme of opera Momo (1997)
- Symphony No. 2 "Undercurrent" (1997)
- Coexistence para orquesta (1997)
- Bridging (2001)
- Symphony No. 6 "A Hundred Years From Now" (2001)
- Between Space and Time para orquesta de cámara (2001)
- Returning to Sounds Environment (2002)
- To the Memory of Nugshead para orquesta de viento (2003)
- Concertato para arpa y orquesta de cámara (2004)
- Symphony No. 7 "Ishikawa Paraphrase" (2007)
- Piano Concerto No. 4 "Jazz" (2009)
- Piano Concerto No. 5 "Finland" (2011)
- Symphony No. 8 "Revelation 2011" (2011/12)
- Concerto para marimba y orquesta (2012)
- Symphony No. 9 "Diaspora" (2014)
- Piano Concerto No. 6 "Zen" (2016)
- Symphony No. 10 "Scenes of Various Memories" (2016)
- Double Concerto para violín, chello y orquesta (2017)

### Obras para orquesta de cámara
- Sonata para violín y piano (1954)
- Trío para 2 flautas y arpa (1956)
- Cuarteto de cuerda (1957)
- Estrofas para instrumento(s) de cuerda (1960)
- Para cuerdas (1961)
- Dúo para piano e instrumento(s) de cuerda (1961)
- Sapporo para cualquier número de jugadores hasta quince (1962)
- Actividades para instrumentos de metal (1962)
- Cuarteto de cuerda n.º 1 (1964)
- Modulador para instrumentos japoneses, instrumentos de cuerda, piano y modulador (1966)
- Aparición para 3 jugadores y 2 operadores (1967)
- Distancia para flauta noh, intérprete y conjunto de noh (1978)
- Escenas I para violín y piano (1978)
- Escenas II para violín y piano (1979)
- Recurrencia para flauta, clarinete, percusión, arpa, piano, violín y violonchelo (1979)
- Wa para koto de 13 cuerdas, koto de 17 cuerdas, piano y percusión (1981)
- Tiempo en el Árbol, Tiempo en el Agua para percusión y piano (1981)
- Escenas IV para violín y piano (1981)
- Antes que aparezca la oscuridad para acordeón y piano (1981)
- Escenas V para violín y piano (1982)
- Paganini Personal para marimba y piano (1982)
- Flores que florecen en verano para arpa y piano (1982)
- Trazo de viento para tres teclados de percusión (marimba, vibráfono y platillo antiguo) (1984)
- Quinteto con piano "Prāna" (1985)
- Yami o Irodoru Mono para 2 violines y piano (revisado en 2006 para 2 violines, violonchelo y piano) (1985)
- Yochô para ryuteki y piano (1985)
- Présage para 6 ondes martinots (1986)
- Cuarteto de cuerda nº 2 "Interspace" (1986)
- Espacio intermedio para sho y arpa (1986)
- Transfiguración de la Luna para sho y violín (1988)
- Ten, Zui, Ho, Gyaku para shakuhachi y ondes martenot (1988)
- Gradación de viento para ryuteki y piano (1989)
- Troposfera para ondes martenot y marimba (1990)
- Interrelación I para violonchelo y piano (1991)
- Trío Interlink para violín, piano y percusión (1990)
- Aquascape para marimba, flauta, piano y 2 percusiones (1992)
- Cosmos de Convivencia para marimba y piano (1992)
- Reflexión para 9 jugadores (1992)
- Brightening Wind para sho y piano (1992)
- Tenryuji para ryuteki, sho, shakuhachi, koto, ondes martenot y percusión (1992)
- Intercross para violín y piano (1993)
- Toki Sayuru para koto y piano (1993)
- Cuarteto de cuerda nº 3 "Paisaje interior" (1994)
- Trío Fantasía para piano, violín y violonchelo (1994)
- Armonía cósmica para violonchelo y piano (1995)
- Música para violín, Shô y piano (1995)
- Existencia −En memoria de Kuniharu Akiyama− para clarinete y piano (1997)
- Interrelación II para violín y piano (1998)
- Mirage para corno inglés y contrabajo (1998)
- Espejismo para acordeón y clavecín (1998)
- Espejismo para sho y clavecín (1998)
- Espejismo para shakuhachi y piano (1998)
- Cuarteto de cuerda nº 4 "En el bosque" (1999)
- Metamorfosis para cuarteto de fagot (1999)
- Quinteto con piano "Bridging" (2001)
- Vista espiritual II para gagaku, reigaku, shomyo y violonchelo (2001)
- Encuentro para violonchelo, instrumentos antiguos, gagaku y shomyo (2002)
- Space Line para viola consorte (2005)
- Variación "Noches Blancas" para conjunto de percusión (2006)
- Escena espacial para flauta, clarinete, violín, violonchelo, acordeón y piano (2006)
- Espacio Resonante para clarinete y piano (2007)
- Espacio Circular para flauta, clarinete, violonchelo, piano y percusión (2008)
- Hen'yo suru No-Kukan para intérpretes de Noh y 2 pianos (2008)
- Trío Webster para flauta, clarinete y piano (2008)
- Paganini Personal para violín y piano (2011)
- Intercambio de dúo para violín y violonchelo (2011)

### Obras para piano
- Música para piano n.º 1 - n.º 7 (1959-1961)
- Piano Media para piano (1972)
- Bi no Bi para piano (1975)
- Múltiples espacios para órgano (1976)
- Secuencia de tiempo para piano (1976)
- Dos Existencias para 2 pianos (1980)
- Atlas de nubes I – X para piano (1985–99)
- Inter Konzert para piano (1987)
- Piano Naturaleza para piano (1989)
- Fuente inagotable para piano (1990)
- Dimensiones para órgano (1990)
- Fantasía para órgano (1992)
- Despedida a... – A la memoria de Luigi Nono para piano (1992)
- En memoria de John Cage para piano (1992)
- Escenas imaginarias para piano (1995)
- Espacio Piano para piano (2001)
- Poema para piano (2003)
- Sen no Image no tame ni para 2 pianos (2009)
- Piano Craft para piano (2010)
- Sonatina para piano (2010)
- Paganini Personal para 2 pianos (2011)
- Vals Solemnidad para piano (2012)

### Obras para otros instrumentos
- Vena de Sonidos para arpa (1972)
- Arreglos para percusión (1972)
- Escenas III para violín solo (1980)
- Matiz de viento para flauta (1980)
- Retrato de Bosque para marimba solista (1983)
- Figuras de nubes para oboe solo (1984)
- Wind Trace para 3 percusionistas de teclado (1984)
- Perspectivas para violín solo (1986)
- Still Time III para arpa (1987)
- Corriente de viento para flauta (1989)
- La Fuente de la marimba (1989)
- Amigos para violín (1990)
- Aki o Utu Oto para marimba (1991)
- Luna embriagadora para ondes martenot (1991)
- Gradación rítmica para timbales (1993)
- Omniscape para violín (1993)
- Generación del Espacio para contrabajo (1995)
- Still Time IV para flauta (1996)
- Perspectivas II para la percusión (1996)
- En una memoria viva para flauta solo (2000)
- Innervoice sobre el tema de Gagaku para marimba (2001)
- Balada para marimba (2002)
- Ritmos Verdes para marimba (2007)

### Obras vocales
- Acto de voz para coro mixto y fagot (1967)
- Campo de Voz para coro infantil y percusión (1973)
- Sintaxis para coro mixto (1977)
- Aru Toki para soprano y piano (1981)
- Kinderkreuzzug para coro mixto (1983)
- Kodomo no Jujigun para coro mixto (1983)
- Heso no Uta para coro de niños (1984)
- Nadare no Toki para coro mixto, marimba y piano (1985)
- Réquiem para coro masculino (1985)
- Mangetsu no Yoru no Kaiwa para coro mixto y percusión (1986)
- Música para Art Kites para soprano y flauta (1989)
- Genshiryoku Sensuikan "Onagazame" no Seitekina Kokai a Jisatsu no Uta para coro mixto (1989)
- Canción de la mañana para coro femenino y sho (1991)
- Deseo de coro mixto (1992)
- Hikari no Toride, Kaze no Shiro para coro mixto (1992)
- White Horse para coro mixto y campanas tubulares (1993)
- Escenas de Poemas I para coro mixto y violonchelo (1994)
- Mi Canción para mezzosoprano y marimba (1994)
- Sora ni Kotori ga Inakunatta Hi para clarinete y coro mixto (1995)
- Toge para soprano y clavecín (1995)
- Perspectivas de voz para voz y sho (1996/98)
- Poesía oral del nativo americano para coro mixto y flauta (1997)
- Escenas de Poemas I para coro mixto (1998)
- Tres Canciones para coro de niños (o coro femenino) y marimba (1998)
- Furusato no Hoshi para coro mixto y viola (2001)
- Futatsu no Uta para soprano y piano (2001)
- Michizane en Sanuki para coro mixto y piano (2001)
- Asistencia al funeral de Flowers para soprano y piano (2005/07)
- Legend of the Water Flame para coro mixto y piano (2005/07)
- "Noches Blancas" Suite para coro mixto y piano (2007)
- Convivencia para coro masculino y conjunto instrumental tradicional japonés (2008)
- Tres Canciones para coro mixto (2008)
- Mirai e para coro mixto y piano (2008)

### Obras instrumentales japonesas
- Ôgenraku para conjunto gagaku, versiones con y sin shokyo (1980/86)
- Enenraku para conjunto gagaku (1982)
- Rinkaiiki para sangen solista (1983)
- Galaxy para solo sho (1983)
- Hikari-nagi para ryuteki y percusión (1983)
- Densidad de shakuhachi, 2 koto y sangen (1984)
- Clouds Shore, Wind Roots para conjunto de reigaku y gagaku (1984)
- Still Time I para solo sho (1986)
- Still Time II para kugo (arpa antigua) solo (1986)
- Sinfonía de Reigaku "Las sombras que aparecen en la oscuridad" (1987)
- Katachi naki Mugen no Yoha para solo koto (1987)
- Voces de agua para hitsu (1988)
- Sintiendo el color en el viento para shakuhachi y 2 kotos (1988)
- Prāna para ryuteki, hichiriki, sho, kugo, hensho y bailarina (1988)
- Transfiguración de la Flor para koto, sangen y shakuhachi (1988)
- Relatividad del agua para hitsu y kin (1989)
- Sinfonía de Reigaku n.º 2 "Jitsugetsu Byobu Isso - Kokai" (1989)
- The Way para 2 ryuteki, 2 hichiriki, 2 sho, shakuhachi, biwa, 2 koto, 2 percusión y bailarina (1990)
- Poemas de otoño vinculados para solo koto (1990)
- The Way II para 4 ryuteki, 4 hichiriki, 5 sho, shakuhachi, biwa, 2 koto, 3 percusión y 10 shomyo (1990)
- Proyección para solo koto (1991)
- Compound Tune, "Resonancia, Lustre y Color" para shakuhachi y 2 koto (1992)
- Unchu Kuyo Bosatsu para gagaku, reigaku y shomyo (1994)
- Land Mystery para shakuhachi y koto de 20 cuerdas (1997)
- Still Time V para hōkyō en solitario (similar al fangxiang chino) (1998)
- Reigaku Kokyo para conjunto de reigaku (1998)
- Espacio Ceremonial para ryuteki, hichiriki, sho, shakuhachi, 2 koto y percusión (2001)
- Hakko para sho y koto (2001)
- Convivencia 2008 para instrumentos antiguos (2008)
- Ka-Cho-Fu-Getsu para instrumentos japoneses (2009)

### Música electrónica
- Música para metrónomos eléctricos (1960)
- Música paralela (1962)
- Música en vivo (1966)
- Situación para biwa, koto, violín, contrabajo, piano y multiplicador (1966)
- Mezcla Tinguely No.1, No.2 (1966)
- Voces Extendidas para voces y sintetizador (1967)
- Ampliaciones para banda de rock y moduladores (1969)
- Tokio 1969 para varios moduladores, sonidos callejeros y banda de rock (1969)
- Música de teatro (1969)
- Mandalama (1969)
- Música Ambiental 1, 2 y 3 (1970)
- Música para el espacio vital (1970)
- El mundo (1975)
- Perspectivas para bailarina de noh, flauta, violín, viola, violonchelo, percusión y música electrónica (1978)
- Transfiguración para arpa y electrónica (2009)

### Piezas de teatro
- Evento y Musique Concrète (1961)
- Evento Pratyāhārā (1963-1973)
- Evento de silla (1966)

### Bandas sonoras de películas
- Adiós a la luz del verano, dirigida por Yoshishige Yoshida (1968)
- Eros + Masacre, dirigida por Yoshishige Yoshida (1969)
- Purgatorio heroico, dirigida por Yoshishige Yoshida (1970)
- Confesiones entre actrices, dirigida por Yoshishige Yoshida (1971)
- Metástasis, dirigida por Toshio Matsumoto (1971)
- Coup d'État dirigida por Yoshishige Yoshida (1973)
- Todo lo visible está vacío, dirigida por Toshio Matsumoto (1975)
- Ātman, dirigida por Toshio Matsumoto [17] (1975)
- Jun, dirigida por Hiroto Yokoyama (1980)
- Saya: Perspectiva enamorada, dirigida por Seiji Izumi (1986)